# ایلینوفکا (شهرستان فیودوروفسکی، باشقیرستان)
ایلینوفکا (انگلیسی: Ilyinovka, Dedovsky Selsoviet, Fyodorovsky District, Republic of Bashkortostan) یک شهرک در شهرستان فیودوروفسکی استان باشقیرستان کشور روسیه است.